# 私家偵探 (電影)
《私家偵探》（英語：Behind the Shadows，前名：《尾隨》）是2025年香港犯罪懸疑劇情片，由李子俊和周汶儒共同執導，鄭保瑞監製，古天樂、周秀娜、劉冠廷、楊偲泳、黃浩然、黄诗棋主演。全片於馬來西亞取景拍攝。
電影于2025年5月31日在中國上映，6月12日在马来西亚，香港和澳门上映，6月18日在台湾上映。

## 演員
- 古天樂飾演欧阳伟业
- 周秀娜飾演关咏心
- 劉冠廷飾演陈康民
- 黃浩然飾演凤爪
- 楊偲泳飾演贝蒂
- 張兆輝飾演亏佬
- 黃詩棋飾演翁嘉雯
- 關德輝飾演葛伟明
- 陳培永飾演诗朗

## 製作
2023年9月16日，劇組在吉隆坡舉行開機發布會，10月18日晚殺青。

## 外部連結
- 私家偵探的Instagram帳戶
- 私家偵探的Threads
- 私家偵探的新浪微博
- 豆瓣电影上《私家偵探》的資料 （简体中文）
- 互联网电影数据库（IMDb）上《私家偵探》的资料（英文）